# Crambus girardellus
Crambus girardellus là một loài bướm đêm trong họ Crambidae.